# ناشفيل (أركنساس)
ناشفيل (بالإنجليزية: Nashville, Arkansas)‏ هي مدينة تقع في مقاطعة هاورد، أركنسو بولاية أركنساس في الولايات المتحدة. تبلغ مساحة هذه المدينة 11.9 (كم²)، وترتفع عن سطح البحر 116 م، بلغ عدد سكانها 4627 نسمة في عام 2010 حسب إحصاء مكتب تعداد الولايات المتحدة.

## التركيبة السكانية
حدّد مكتب تعداد الولايات المتحدة بيانات التركيبة السكانية لناشفيل في تعداد الولايات المتحدة. في ما يلي، التركيبة السكانية حسب تعدادي 2000 و2010.

### تعداد عام 2000
بلغ عدد سكان ناشفيل 4,878 نسمة بحسب تعداد عام 2000، وبلغ عدد الأسر 1,857 أسرة وعدد العائلات 1,180 عائلة مقيمة في المدينة. في حين سجلت الكثافة السكانية 341.4 نسمة لكل كيلومتر مربع (884.2/ميل2). وبلغ عدد الوحدات السكنية 2,136 وحدة بمتوسط كثافة قدره 149.5 لكل كيلومتر مربع (387.2/ميل2).
وتوزع التركيب العرقي للمدينة بنسبة 59.96% من البيض و33.21% من الأمريكيين الأفارقة و0.25% من الأمريكيين الأصليين و1.23% من الأمريكيين ذوي الأصول الآسيوية و0.02% من سكان جزر المحيط الهادئ و4.39% من الأعراق الأخرى و0.94% من عرقين مختلطين أو أكثر و6.99% من الهسبانيون أو اللاتينيون من أي عرق.
بلغ عدد الأسر 1,857 أسرة كانت نسبة 36.9% منها لديها أطفال تحت سن الثامنة عشر تعيش معهم، وبلغت نسبة الأزواج القاطنين مع بعضهم البعض 41.6% من أصل المجموع الكلي للأسر، ونسبة 18.5% من الأسر كان لديها معيلات من الإناث دون وجود شريك،  بينما كانت نسبة 3.5% من الأسر لديها معيلون من الذكور دون وجود شريكة وكانت نسبة 36.5% من غير العائلات. تألفت نسبة 32.8% من أصل جميع الأسر من عدة أفراد يعيشون في نفس المنزل ونسبة 14.9% كانت تتألف من شخص يعيش بمفرده يبلغ من العمر 65 عاماً أو أكثر. وبلغ متوسط حجم الأسرة المعيشية 2.45، أما متوسط حجم العائلات فبلغ 3.12.
بلغ العمر الوسطي للسكان 35.0 عاماً. وكانت نسبة 27.5% من القاطنين تحت سن الثامنة عشر، وكانت نسبة 9.3% بين الثامنة عشر والرابعة والعشرين عاماً، ونسبة 25.7% كانت واقعةً في الفئة العمرية ما بين الخامسة والعشرين والرابعة والأربعين عاماً، ونسبة 17.8% كانت ما بين الخامسة والأربعين والرابعة والستين، ونسبة 13.1% كانت ضمن فئة الخامسة والستين عاماً فما فوق. يوجد لكل 100 أنثى 88.5 ذكر، ويوجد لكل 100 أنثى في الثامنة عشر من عمرها فما فوق 82.1 ذكر.
بلغ متوسط دخل الأسرة في المدينة 23,480 دولارًا، أما متوسط دخل العائلة فبلغ 28,611 دولارًا. وكان متوسط دخل الذكور 24,494 دولارًا مقابل 17,480 دولارًا للإناث. وسجل دخل الفرد الخاص بالمدينة 13,258 دولارًا. وكانت نسبة 18.7% من العائلات ونسبة 21.4% من السكان تحت خط الفقر، وكان من هؤلاء نسبة 29.4% تحت سن الثامنة عشر ونسبة 16.3% في الخامسة والستين من العمر وما فوق.

### تعداد عام 2010
بلغ عدد سكان ناشفيل 4,627 نسمة بحسب تعداد عام 2010، وبلغ عدد الأسر 1,773 أسرة وعدد العائلات 1,164 عائلة مقيمة في المدينة. في حين سجلت الكثافة السكانية 323.8 نسمة لكل كيلومتر مربع (838.6/ميل2). وبلغ عدد الوحدات السكنية 2,033 وحدة بمتوسط كثافة قدره 142.3 لكل كيلومتر مربع (368.6/ميل2).
وتوزع التركيب العرقي للمدينة بنسبة 56.06% من البيض و30.91% من الأمريكيين الأفارقة و0.37% من الأمريكيين الأصليين و1.53% من الأمريكيين ذوي الأصول الآسيوية و0.17% من سكان جزر المحيط الهادئ و9.64% من الأعراق الأخرى و1.32% من عرقين مختلطين أو أكثر و16.43% من الهسبانيون أو اللاتينيون من أي عرق.
بلغ عدد الأسر 1,773 أسرة كانت نسبة 37.8% منها لديها أطفال تحت سن الثامنة عشر تعيش معهم، وبلغت نسبة الأزواج القاطنين مع بعضهم البعض 40.2% من أصل المجموع الكلي للأسر، ونسبة 20.7% من الأسر كان لديها معيلات من الإناث دون وجود شريك،  بينما كانت نسبة 4.7% من الأسر لديها معيلون من الذكور دون وجود شريكة وكانت نسبة 34.3% من غير العائلات. تألفت نسبة 31% من أصل جميع الأسر من عدة أفراد يعيشون في نفس المنزل ونسبة 12.6% كانت تتألف من شخص يعيش بمفرده يبلغ من العمر 65 عاماً أو أكثر. وبلغ متوسط حجم الأسرة المعيشية 2.53، أما متوسط حجم العائلات فبلغ 3.15.
بلغ العمر الوسطي للسكان 34.6 عاماً. وكانت نسبة 28.2% من القاطنين تحت سن الثامنة عشر، وكانت نسبة 9.6% بين الثامنة عشر والرابعة والعشرين عاماً، ونسبة 24.3% كانت واقعةً في الفئة العمرية ما بين الخامسة والعشرين والرابعة والأربعين عاماً، ونسبة 22.8% كانت ما بين الخامسة والأربعين والرابعة والستين، ونسبة 15.1% كانت ضمن فئة الخامسة والستين عاماً فما فوق. وتوزع التركيب الجنسي للسكان بنسبة 46.7% ذكور و53.3% إناث.

## أعلام
- تريفور بارديت
- بيني جاي
- جوني مارتن
- تود كولي

## وصلات خارجية
- http://www.nashvillear.com
- The US50 - Cities and Towns in Arkansas State
- 2012 United States Census Estimate